# Carl Johan Schönherr
Aquest autor és citat en taxonomia animal amb el nom « Schönherr».
Carl Johan Schoenherr, (Estocolm, Suècia, 10 de juny del 1752-Lerdala, Suècia, 28 de març del 1848) fou un entomòleg i empresari suec conegut per a la seva revisió de la taxonomia dels coleòpters i sobretot dels sitòfils.
Fou fill d'emigrants alemanys originaris de Saxònia que van establir-se a Estocolm com a manufacturers de seta. Tenia dinou anys quan va esdevenir junts amb la seva mare director de l'empresa familiar que va desenvolupar i que tenia 200 empleats quan el 1811 la va vendre al seu associat. Després es va retreure al casal pairal Sparresäter i dedicar-se a la seva passió que era l'entomologia. La seva obra major d'entomologia Genera et species curculionidum, sobre els curculiònids va realitzar en col·laboració amb Leonard Gyllenhaal i Carl Henrik Boheman i altres entomòlegs.
Unes famílies que va descriure
- Apiònids, Apionidae
- Bèlids, Belidae
- Sitòfils, Sitophilus

## Obres principals
- Genera et species curculionidum, cum synonymia hujus familiae, specie novae aut hactenus minus cognitae, descriptionibus a dom. Leonardo Gyllenhal, C. H. Boheman, et entomologis aliis illustratae. Paris, Roret. (1833-1845)
- Edició fàcsimil en línia: Col·lecció zoològica Arxivat 2015-02-11 a Wayback Machine., Universitat de Göttingen